# Arquivo Distrital de Setúbal
O Arquivo Distrital de Setúbal (ADSTB) é um serviço dependente da Direção-Geral do Livro, dos Arquivos e das Bibliotecas (DGLAB).
O arquivo foi criado em 1965, e encontra-se instalado num edifício criado de raiz, a chamada "Torre do Tombo de Setúbal", inaugurado a 4 de Maio de 2001.

## Fundos documentais
| ID      | Paróquia                      | Concelho          | Freguesia/Localidade actual | Concelho/Vila data início | Concelho/Vila data fim |
| ------- | ----------------------------- | ----------------- | --------------------------- | ------------------------- | ---------------------- |
| 1205216 | Santa Maria do Castelo        | Alcácer do Sal    | Santa Maria do Castelo      |                           |                        |
| 1205413 | Santa Susana                  | Alcácer do Sal    | Santa Susana                |                           |                        |
| 1205966 | São Martinho                  | Alcácer do Sal    | São Martinho                |                           |                        |
| 1206483 | São Romão do Sado             | Alcácer do Sal    | São Romão do Sado           |                           |                        |
| 1205566 | São Tiago                     | Alcácer do Sal    | Santiago                    |                           |                        |
| 1206305 | Sítimos                       | Alcácer do Sal    | Santiago                    |                           |                        |
| 1205766 | Torrão                        | Alcácer do Sal    | Torrão                      |                           |                        |
| 1206668 | Vale de Guizo                 | Alcácer do Sal    | Santiago                    |                           |                        |
| 1206856 | Vale de Reis                  | Alcácer do Sal    | Santa Maria do Castelo      |                           |                        |
| 1204585 | Samouco                       | Alcochete         | Samouco                     |                           |                        |
| 1204437 | São João Baptista             | Alcochete         | Alcochete                   |                           |                        |
| 1204936 | Monte da Caparica             | Almada            | Caparica                    |                           |                        |
| 1205176 | Santa Maria do Castelo        | Almada            | Almada                      |                           |                        |
| 1204731 | São Tiago                     | Almada            | Almada                      |                           |                        |
| 1207110 | Barreiro                      | Barreiro          | Barreiro                    |                           |                        |
| 1207620 | Coina                         | Barreiro          | Coina                       |                           |                        |
| 1207304 | Lavradio                      | Barreiro          | Lavradio                    |                           |                        |
| 1207473 | Palhais                       | Barreiro          | Palhais                     |                           |                        |
| 1207635 | Telha                         | Barreiro          | Palhais                     |                           |                        |
| 1035417 | Azinheira de Barros           | Grândola          | Azinheira dos Barros        |                           |                        |
| 1034844 | Grândola                      | Grândola          | Grândola                    |                           |                        |
| 1035025 | Melides                       | Grândola          | Melides                     |                           |                        |
| 1035175 | Santa Margarida da Serra      | Grândola          | Santa Margarida da Serra    |                           |                        |
| 1207643 | Santa Margarida do Sado       | Grândola          | Santa Margarida do Sado     |                           |                        |
| 1035318 | São Mamede do Sadão           | Grândola          | São Mamede do Sádão         |                           |                        |
| 1207730 | Alhos Vedros                  | Moita             | Alhos Vedros                |                           |                        |
| 1207889 | Moita                         | Moita             | Moita                       |                           |                        |
| 1208051 | Canha                         | Montijo           | Canha                       |                           |                        |
| 1208207 | Montijo                       | Montijo           | Montijo                     |                           |                        |
| 1208413 | São Jorge de Sarilhos Grandes | Montijo           | Sarilhos Grandes            |                           |                        |
| 1208543 | Marateca                      | Palmela           | Marateca                    |                           |                        |
| 1208613 | Palmela                       | Palmela           | Palmela                     |                           |                        |
| 1208803 | Santa Maria                   | Palmela           |                             |                           |                        |
| 1210265 | Abela                         | Santiago do Cacém | Abela                       |                           |                        |
| 1210445 | Alvalade                      | Santiago do Cacém | Alvalade                    |                           |                        |
| 1210635 | Cercal                        | Santiago do Cacém | Cercal                      |                           |                        |
| 1211843 | Roxo                          | Santiago do Cacém |                             |                           |                        |
| 1210814 | Santa Cruz                    | Santiago do Cacém | Santa Cruz                  |                           |                        |
| 1210955 | Santiago do Cacém             | Santiago do Cacém | Santiago do Cacém           |                           |                        |
| 1211124 | Santo André                   | Santiago do Cacém | Santo André                 |                           |                        |
| 1211303 | São Bartolomeu da Serra       | Santiago do Cacém | São Bartolomeu da Serra     |                           |                        |
| 1211478 | São Domingos                  | Santiago do Cacém | São Domingos                |                           |                        |
| 1211671 | São Francisco da Serra        | Santiago do Cacém | São Francisco da Serra      |                           |                        |
| 1211858 | Aldeia de Paio Pires          | Seixal            | Aldeia de Paio Pires        |                           |                        |
| 1211977 | Amora                         | Seixal            | Amora                       |                           |                        |
| 1212117 | Arrentela                     | Seixal            | Arrentela                   |                           |                        |
| 1212420 | Corroios                      | Seixal            | Corroios                    |                           |                        |
| 1212277 | Seixal                        | Seixal            | Seixal                      |                           |                        |
| 1208988 | Castelo                       | Sesimbra          | Castelo                     |                           |                        |
| 1209104 | São Tiago                     | Sesimbra          | Santiago                    |                           |                        |
| 1209219 | Nossa Senhora da Anunciada    | Setúbal           | Nossa Senhora da Anunciada  |                           |                        |
| 1209419 | Santa Maria da Graça          | Setúbal           | Santa Maria da Graça        |                           |                        |
| 1209592 | São Julião                    | Setúbal           | São Julião                  |                           |                        |
| 1209779 | São Lourenço                  | Setúbal           | São Lourenço                |                           |                        |
| 1209936 | São Sebastião                 | Setúbal           | São Sebastião               |                           |                        |
| 1210127 | São Simão                     | Setúbal           | São Simão                   |                           |                        |
| 1208837 | São Salvador                  | Sines             | Sines                       |                           |                        |